# Giorgio de Chirico

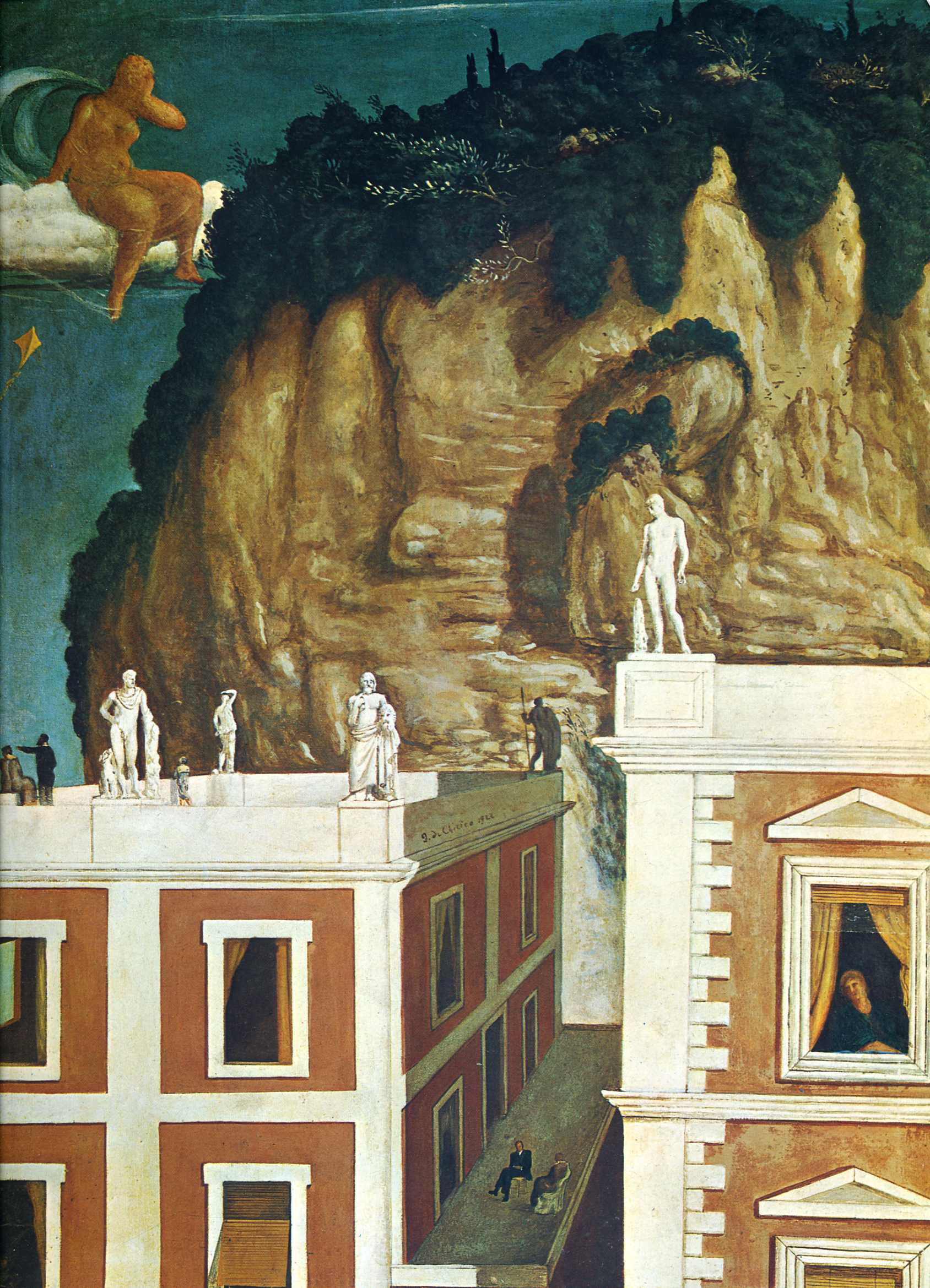
Obraz artysty z 1922

Giorgio de Chirico (ur. 10 lipca 1888 w Wolosie, zm. 20 listopada 1978 w Rzymie) – włoski malarz, najbardziej znany jako twórca malarstwa metafizycznego (pittura metafisica). Uznawany za prekursora surrealizmu.

## Życiorys
Urodził się w Grecji jako pierwszy syn we włoskiej rodzinie o odległym greckim rodowodzie (matka pochodziła z Genui, a ojciec będący inżynierem kolejnictwa, z Palermo). W wieku lat 12 podjął naukę malarstwa i rysunku na Politechnice Ateńskiej. W 1905 po śmierci ojca rodzina powróciła chwilowo do Włoch (Florencja), a w 1906 przeniosła się do Monachium i de Chirico rozpoczął studia na tamtejszej Akademii Sztuk Pięknych, gdzie szczególnie zafrapowały go prace Arnolda Böcklina i Maxa Klingera oraz pisma Fryderyka Nietzschego i Artura Schopenhauera.
Latem 1909 roku wyjechał na sześć miesięcy do Mediolanu, gdzie zapoznał się z powstającym właśnie futuryzmem, a następnie do Florencji, gdzie pod wpływem „objawienia” na Piazza Santa Croce powstał jego pierwszy obraz z cyklu metafizycznych placów – Zagadka jesiennego popołudnia. O tzw. objawieniu i dziele, które pod jego wpływem powstało, sam pisał: „Ta chwila jest dla mnie enigmą, ponieważ jest niewytłumaczalna. I chciałbym nazwać enigmą dzieło, które z niej powstało”. Okres spędzony we Włoszech „dostarczył nowych, katalizujących doświadczeń”. Szczególne wrażenie wywarł na malarzu kilkudniowy pobyt w Turynie w drodze do Paryża; zainspirowały go tam „metafizyczne” place i arkady oraz ekscentryczna Mole Antonelliana.
W 1911 po otrzymaniu wezwania do odbycia służby wojskowej schronił się wraz z matką we Francji. W Paryżu zamieszkali z jego bratem, malarzem Andreą de Chirico (znanym jako Alberto Savinio). Tam na cotygodniowych spotkaniach u poety Guillaume’a Apollinaira zetknął się z wpływowymi postaciami świata sztuki, jak Constantin Brancusi, Andre Derain, Pablo Picasso, Amedeo Modigliani. Wystawił kilka dzieł na Salon d’Automne w 1912 i 1913, a  także na Salon de Independants w 1913 i 1914. Udało mu się też sprzedać pierwszą pracę (Czerwona wieża). Jako pierwszy napisał o nim pochlebnie Guillaume Apollinaire i dzięki niemu de Chirico poznał też mecenasa sztuki Paula Guillaume.
Będąc w Paryżu ignorował wezwania do odbycia służby wojskowej we Włoszech, wskutek czego uznany został za dezertera. Wkrótce po wybuchu I wojny światowej ponownie otrzymał powołanie i skorzystał z amnestii gwarantującej uniknięcie kary dotychczasowym dezerterom; ostatecznie uznany został za niezdolnego do walki i trafił do szpitala w Ferrarze. Tam poznał Carlo Carrę, który zafascynowany jego malarstwem, również zaczął malować w stylu metafizycznym (kilka lat później bez powiadomienia przyjaciela zorganizował swą indywidualną wystawę, ogłaszając się twórcą pittura metafisica, co zakończyło ich przyjaźń).
Po wojnie przeniósł się na kilka lat do Rzymu. Szybko zyskał rozgłos w Europie. W 1924 ożenił się z rosyjską baleriną Raissą Guriewicz. W 1928 odbyła się jego pierwsza wystawa w Nowym Jorku, wkrótce też w Londynie. W 1930 ożenił się powtórnie, z Rosjanką Isabellą Pakszwer, z którą pozostał do końca życia. Po 1944 oboje na stałe osiedlili się w Rzymie; artysta zmarł tam w kilka miesięcy po 90 urodzinach.

## Twórczość
De Chirico stworzył koncepcję malarstwa metafizycznego. Inspiracje czerpał z mitologii, dzieł filozoficznych i z własnych doświadczeń. Na jego późniejszej twórczości miały zaważyć zarówno miejsce urodzenia, jak i profesja ojca (artysta uważał, że nieprzypadkowo urodził się w Wolosie, skąd wyprawę po złote runo rozpoczęli Argonauci; mimo to bardziej niż z Jazonem utożsamiał się z Odyseuszem).
Obrazy z najważniejszego okresu 1909-1918 cechuje niepokojąca, złowroga atmosfera melancholii, samotności i tajemnicy. Na autoportrecie z 1911 r. napisał Et quid amabo nisi quod aenigma est? (Co ukocham, jeśli nie tajemnicę?). Malował tajemnicze place z ogromnymi, samotnymi budynkami, pokazane z irracjonalnej perspektywy, wszechobecne arkady, złowieszcze, wydłużone, zaprzeczające prawom fizyki cienie, fontanny, nawiązujące do dzieł Nietzschego, tajemnicze posągi i manekiny interpretowane niekiedy jako symbolizujące zmarłego ojca oraz, pociąg – symbol podróży, w jaką wyruszył on sam jako artysta.
Po roku 1918 zmienił stylistykę, stając się twórcą klasycyzującym i uważając się za spadkobiercę Tycjana. Zmiana ta ściągnęła na niego krytykę tych, których wcześniej zafascynowała nowatorskość malarstwa metafizycznego. Na doniosłej wystawie autorskiej w Galerie Lénce Rosenberg w 1926 Andre Breton nazwał nową sztukę de Chirico zdegenerowaną, a samego twórcę zagubionym geniuszem. Artysta odciął się od surrealizmu oraz modernizmu i przez blisko sześćdziesiąt lat malował obrazy w manierze klasycyzującej oraz (jak eufemistycznie określano kopiowanie przez niego własnych prac), „późniejsze wersje” motywów z lat największego powodzenia. Wywoływało to naturalne pytania o ocenę autentyczności, datowanie oraz wartość jego ówczesnych prac.

## Wpływ
Twórczość de Chirico miała przemożny wpływ na surrealistów. Jego pracami fascynowali się m.in. Salvador Dalí, Max Ernst, René Magritte, Yves Tanguy, George Grosz. Szczególnie znamienny jest przypadek Yves'a Tanguya, który przypadkowo ujrzał prace de Chirico w jednej z galerii i pod ich wpływem emocjonalnie zdecydował o wyborze profesji malarza.
Zwracające uwagę obrazy artysty wykorzystywane były m.in. w promowaniu muzyki: np. Melancholia i tajemnica ulicy została umieszczona na okładce płyty Ultima Thule zespołu Armia, a obraz Ślepy mędrzec znalazł się na okładce płyty Misterioso muzyka jazzowego Theloniousa Monka.

## Dzieła wybrane[1]
- Zagadka przybycia (1912)
- Niepewność poety (1913)
- Melancholia popołudnia (1913)
- Odjazd przyjaciela (1914)
- Tęsknota za nieskończonością (1913-1914)
- Pieśń miłosna (1914)
- Tajemnica i melancholia ulicy (1914)
- Zagadka fatum (1914)
- Niepokój odjazdu (1914)
- Melancholia jesiennego popołudnia (1915)
- Hektor i Andromacha (1917)